# Секретар судового засідання
Секретар судового засідання — посадова особа суду, учасник судового процесу, наділений процесуальними правами та обов'язками.
Чинні процесуальні кодекси України відносять секретаря судового засідання до інших учасників судового процесу (у кримінальному провадженні секретаря судового засідання віднесено до інших учасників кримінального провадження).
Секретар судового засідання є державним службовцем. Посада секретаря судового засідання належить до посад державної служби категорії «В». Призначає громадян, які пройшли конкурсний відбір на посаду та звільняє з посади секретаря судового засідання керівник державної служби - керівник апарату суду. 
Питання підпорядкованості секретаря судового засіданні вирішується у його посадовій інструкції. Зазвичай секретар судового засідання безпосередньо підпорядкований начальнику відділу або особі, яка виконує його обов’язки.
Посадовою інструкцією секретаря судового засідання визначаються і його посадові права та обов'язки. 

## Посадові обов'язки секретаря судового засідання

### У судовому процесі
1. Здійснює судові виклики і повідомлення;
2. Перевіряє наявність та з'ясовує причини відсутності осіб, яких було викликано до суду, і доповідає про це головуючому;
3. Забезпечує контроль за фіксуванням судового засідання технічними засобами;
4. Веде журнал судового засідання;
5. Оформляє матеріали справи / кримінального провадження;
6. Виконує інші доручення головуючого у справі.

Протокол судового засідання ведеться ним же.
Секретар судового засідання підлягає відводу (самовідводу) з тих же підстав, що і суддя — за наявності обставин, які викликають сумнів у його неупередженості.

### Поза судовим процесом
1. Здійснює оформлення та розміщення списків справ, призначених до розгляду;
2. Виготовляє копії судових рішень у справах, які знаходяться в провадженні судді;
3. Здійснює заходи щодо вручення копії вироку засудженому або виправданому;
4. Здійснює оформлення для направлення копій судових рішень сторонам та іншим особам;
5. Готує виконавчі листи у справах, за якими передбачено негайне виконання;
6. Оформлює матеріали судових справ і здійснює передачу справ до канцелярії суду;

Відповідно до Закону України "Про державну службу" під час виконання своїх обов’язків державний службовець не зобов’язаний виконувати доручення працівників патронатної служби. Отже, оскільки посада помічника судді відноситься до посад патронатної служби, секретар судового засідання не зобов'язаний виконувати його вказівки.

## Права секретаря судового засідання
1. Користуватися правами і свободами, передбаченими Конституцією України та іншими актами законодавства.
2. На соціально-правовий захист відповідно до свого статусу.
3. Уточнювати суть процесуальної дії з метою її правильного відображення в журналі судового засідання (протоколі судового засідання).
4. Уносити пропозиції щодо вдосконалення роботи із забезпечення діяльності секретарів судового засідання та роботи суду.
5. Отримувати від працівників апарату суду необхідну інформацію для виконання своїх завдань та обов'язків.
6. Брати участь у нарадах та зборах трудового колективу суду.

## Відповідальність, інші питання статусу секретаря судового засідання
Секретар судового засідання несе відповідальність згідно з трудовим законодавством, законодавством про державну службу та за корупційні правопорушення.
На секретаря судового засідання поширюється дія Правил поведінки працівника суду [Архівовано 27 жовтня 2012 у Wayback Machine.].
Велика Палата Верховного Суду у постанові від 21 серпня по справі № № 800/540/17 (№ 11-321асі18) дійшла висновку, що хоча на посаду секретаря судового засідання призначаються особи, що мають вищу освіту за фахом «Правознавство» і освітньо-кваліфікаційним рівнем молодшого спеціаліста (молодшого бакалавра), робота на посаді секретаря судового засідання зараховується до стажу роботи в галузі права з моменту отримання особою рівня спеціаліста або магістра.